# Minuit à Paris
Pour plus de détails, voir Fiche technique et Distribution.
Minuit à Paris (Midnight in Paris) est une comédie américano-espagnole réalisée par Woody Allen et sortie en salles françaises le 11 mai 2011. Le film a été présenté en tant que film d'ouverture au Festival de Cannes 2011. En 2012, il est récompensé par l'Oscar du meilleur scénario original.

## Synopsis
L'histoire se déroule à Paris en 2010. Gil Pender, un scénariste qui souffre d'un manque de créativité, et Inez, sa fiancée, sont en vacances à Paris avec les parents d'Inez, riches et conservateurs. Gil se démène pour finir son premier roman, qui traite d'un homme travaillant dans un magasin d'antiquités. Inez lui propose d'abandonner son rêve et l'encourage à continuer des scénarios, qui lui permettent le succès. Gil pense à emménager à Paris, ville qu'il trouve magnifique sous la pluie, au grand malheur d'Inez, qui compte rester à Malibu. Ils rencontrent par hasard un ancien ami d'Inez, Paul, homme pédant, et sa femme Carol. Paul parle de Paris de manière très condescendante, émettant des remarques pas toujours fiables. Il va d'ailleurs jusqu'à contredire une guide au musée Rodin, certain que ses connaissances sur Rodin sont plus étendues que celles du guide. Inez admire Paul, que Gil trouve pour sa part imbuvable.
Un soir, lors d'une dégustation de vins, Gil se soûle et décide de marcher dans les rues de Paris pour rentrer à l'hôtel, tandis qu'Inez rentre en taxi avec Paul. Gil s'arrête pour demander son chemin vers minuit quand une voiture des années 1920 s'arrête devant lui et que les passagers, également habillés dans la mode des années 1920, lui demandent de se joindre à eux. Il arrive à une soirée organisée pour Jean Cocteau, où se trouvent des personnes célèbres du début du XXe siècle : Cole Porter et sa femme Linda Lee Porter, ainsi que Zelda et Scott Fitzgerald. Zelda s'ennuie à la soirée et persuade Scott et Gil de partir avec elle. Ils s'arrêtent d'abord au Bricktop's, où danse Joséphine Baker, puis dans un café, où Gil fait la rencontre d'Ernest Hemingway et de Juan Belmonte. Zelda se dispute avec Hemingway quand il lui dit que son roman était faiblement écrit. Elle part alors avec Belmonte à Saint Germain, suivie de près par Scott, qui n'apprécie pas l'idée de voir sa femme seule avec le toréador. Après une discussion sur l'écriture, Hemingway propose à Gil de faire lire son roman à Gertrude Stein. Gil sort du café pour aller chercher son manuscrit à l'hôtel, mais rebrousse chemin et se rend compte qu'il est retourné en 2010 et que le café est devenu une laverie.
La nuit suivante, Gil veut partager son expérience de voyage temporel avec Inez, mais elle part avant que minuit ne sonne. Peu après, la même voiture que la veille réapparaît. Gil rejoint Hemingway qui s'en va retrouver des connaissances. Il rencontre alors Gertrude Stein à son appartement, ainsi que Pablo Picasso et Adriana, sa maîtresse. Cette dernière et Gil sont tout de suite attirés l'un envers l'autre. Adriana lui avoue qu'elle aime le début de son roman et qu'elle a toujours été attirée par le passé, et plus précisément la Belle Époque.
Gil continue de voyager dans le temps chaque nuit. Inez se demande ce qu'il peut bien faire toute la nuit, et son père, soupçonneux, engage un détective privé pour le suivre. Gil est en conflit intérieur entre son engagement avec Inez et l'attirance qu'il ressent pour Adriana, alors qu'elle est partie en voyage avec Picasso. Il confie son expérience de voyage temporel à Salvador Dalí, Man Ray et Luis Buñuel. Ceux-ci, en tant que surréalistes, ne trouvent rien d'anormal au fait qu'il puisse venir du futur.
Chacun discute de la relation impossible de Gil et Adriana et de l'art qui découle de la romance. Gil propose à Buñuel un scénario qui le laisse réfléchir sur son but.
Inez et ses parents partent au mont Saint-Michel tandis que Gil reste à Paris et rencontre Gabrielle, une vendeuse d'antiquités admiratrice de la génération perdue. Il lui achète un disque de Cole Porter, puis trouve chez un bouquiniste le journal intime d'Adriana qui date des années 1920, dans lequel il découvre qu'elle était amoureuse de lui. Il y lit également un rêve d'Adriana, où il lui offre des boucles d'oreilles avant de faire l'amour avec elle. Gil essaie alors de prendre une paire de boucles d'oreille d'Inez pour les offrir à Adriana, mais il est rattrapé par Inez qui rentre à l'hôtel plus tôt que prévu.
Gil achète des boucles d'oreille à Adriana. Il retourne dans le passé et la retrouve à une soirée. Il l'emmène se balader, ils s'embrassent et il lui offre les boucles d'oreille. Alors qu'elle les met, une calèche tirée par un cheval arrive dans la rue, dans laquelle un couple les invite à monter. La calèche les emmène à la Belle Époque, qu'Adriana considère comme « l'âge d'or » de Paris. Ils vont d'abord chez Maxim's, puis au Moulin Rouge, où ils rencontrent Henri de Toulouse-Lautrec, Paul Gauguin et Edgar Degas. Gil leur demande alors quelle est la meilleure époque de Paris selon eux, ce à quoi ils répondent la Renaissance. On offre à Adriana un travail en tant que costumière dans un ballet : elle propose alors à Gil de rester dans cette époque. Mais Gil, repensant à sa discussion avec les artistes, a une épiphanie et se rend compte que chaque époque considérée comme « l'âge d'or » devient un jour un présent ennuyeux, et qu'il est donc préférable de vivre dans son propre présent. Cependant, Adriana préfère rester dans les années 1890, et ils se séparent.
Gil relit les deux premiers chapitres de son roman et récupère son manuscrit. Gertrude Stein lui fait des louanges et lui dit qu'Hemingway aime son écriture, mais se demande pourquoi le personnage principal ne réalise pas que sa fiancée (inspirée d'Inez) la trompe avec un des personnages, très pédant (inspiré de Paul).
Gil, revenu en 2010, fait face à Inez. Elle avoue l'avoir trompé avec Paul, mais dit que ce n'était qu'un flirt sans substance. Gil et Inez se séparent et Gil décide d'emménager à Paris. Pendant la dispute, Gil quitte l'appartement, après quoi le père d'Inez révèle à cette dernière qu'il a fait suivre Gil par un détective privé qui a disparu. On voit alors que le détective s'est retrouvé à Versailles sous le règne de Louis XIV : aux dernières nouvelles, il a les gardes royaux à ses trousses, à qui l'on a ordonné de lui couper la tête.
En marchant près de la Seine aux environs de minuit, Gil retrouve Gabrielle. Il commence à pleuvoir, et tous deux révèlent leur amour de Paris sous la pluie. Les deux personnages commencent alors à se balader ensemble.

## Fiche technique
- Titre : Minuit à Paris
- Titre original : Midnight in Paris
- Réalisation et scénario : Woody Allen
- Histoire : inspirée de celle du livre Paris est une fête d'Ernest Hemingway
- Directeur de la Photographie : Darius Khondji
- Chef décoratrice : Anne Seibel nommée aux Oscar dans la catégorie de la meilleure direction artistique
- Décoratrice : Hélène Dubreuil nommée aux Oscar dans la catégorie de la meilleure direction artistique
- Producteurs : Letty Aronson, Jaume Roures et Stephen Tenenbaum
- Société(s) de production : Gravier Productions, Mediapro, TV3 et Versátil Cinema
- Casting : Stéphane Foenkinos, Patricia Kerrigan DiCerto et Juliet Taylor
- Société de distribution :
  -  Sony Pictures Classics
  -  Mediapro
  -  Mars Distribution
- Budget : 30 millions $
- Genre : Comédie
- Pays :  États-Unis,  Espagne
- Langue : anglais, français
- Musique : Stephane Wrembel
- Date de sortie :
  -  France : 11 mai 2011
  -  Espagne : 13 mai 2011
  -  États-Unis : 20 mai 2011
- Date de sortie DVD :
  -  France : 19 octobre 2011

## Distribution
- Owen Wilson (VF : Arnaud Bedouët) : Gil
- Rachel McAdams (VF : Élisabeth Ventura) : Inez
- Kurt Fuller (VF : Jean-Yves Chatelais) : John
- Mimi Kennedy (VF : Caroline Beaune) : Helen
- Marion Cotillard (VF : elle-même) : Adriana
- Michael Sheen (VF : Xavier Fagnon) : Paul
- Nina Arianda : Carol
- Carla Bruni-Sarkozy (VF : elle-même) : la guide du musée Rodin
- Corey Stoll (VF : Samuel Labarthe) : Ernest Hemingway
- Adrien Brody : Salvador Dalí
- Marcial Di Fonzo Bo (VF : lui-même) : Pablo Picasso
- Tom Hiddleston (VF : Anatole de Bodinat) : F. Scott Fitzgerald
- Kathy Bates : (VF : Denise Metmer) : Gertrude Stein
- Gad Elmaleh : le détective Tisserant
- Léa Seydoux (VF : elle-même) : Gabrielle
- Atmen Kelif : le docteur Gérard, à l'hôtel
- Audrey Fleurot : une festive des années 1920
- David Lowe : T. S. Eliot
- Michel Vuillermoz : le roi à Versailles
- Sonia Rolland : Joséphine Baker
- Adrien de Van : Luis Buñuel
- Tom Cordier  (VF : Pierre Tessier ) : Man Ray
- Yves Heck : Cole Porter
- Vincent Menjou-Cortès : Henri de Toulouse-Lautrec
- Marie-Sohna Condé : une festive des années 1920
- Guillaume Gouix : un festif des années 1920
- Thierry Hancisse : un festif des années 1920
- Olivier Rabourdin : Paul Gauguin
- François Rostain : Edgar Degas
- Laurent Spielvogel : l'antiquaire
- Marianne Basler : la reine à Versailles
- Emmanuelle Uzan : Djuna Barnes
- Sava Lolov et Karine Vanasse : le couple de la Belle Époque
- Catherine Benguigui : l'hôtesse de Maxim's
- Yves-Antoine Spoto: Henri Matisse
- Alison Pill : Zelda Fitzgerald
- Lil Mirkk : Jake Henson

- Daniel Lundh : Juan Belmonte

## Production
- En février 2010, le CNC lui octroie un « crédit d'impôt international »[3] destiné à attirer les productions étrangères. De la sorte, le tournage a pu commencer en juillet 2010. Des scènes du film ont été tournées le 6 août 2010 à Giverny, près de Vernon.[réf. souhaitée]
- Bien avant le début du tournage, le long-métrage a fait beaucoup parler de lui à cause de la présence dans le casting de Carla Bruni-Sarkozy, l'épouse du président de la République française de l'époque, Nicolas Sarkozy.
- L'affiche du film reprend en partie La Nuit étoilée de Vincent van Gogh[4].

### Lieux de tournage
- Giverny (Eure)
- Versailles (Yvelines)
- Paris[5] :
  - 1er arrondissement : place Vendôme, Westin Paris Vendôme, agence Duluc Détective[6]
  - 2e arrondissement Restaurant Aux Lyonnais[7], rue Saint-Marc.
  - 4e arrondissement : square Jean-XXIII, quai de Bourbon
  - 5e arrondissement : Shakespeare and Company / rue Édouard-Quénu - rue Pascal (bas de la rue Mouffetard) - Place de l'Abbé Basset
  - 7e arrondissement : musée Rodin, Deyrolle[8]
  - 8e arrondissement : hôtel Le Bristol Paris[9], pont Alexandre-III
  - 18e arrondissement : Montmartre
  - 12e arrondissement : musée des Arts forains
  - Quais de Seine
- Saint-Ouen : Marché aux puces

## Musique
Le film débute avec le standard de jazz emblématique Si tu vois ma mère de 1952, du jazzman américain Sidney Bechet (période où il passe la dernière décennie de sa vie, de 1949 à 1959, à Paris).

## Accueil

### Réception critique
- Lors de sa sortie, le film est plutôt bien accueilli par la critique française :

Télérama traite du film dans une rubrique à part, L'Événement. La critique de Pierre Murat parle d'un « chef-d'œuvre » : « Certains grincheux grinceront, sans doute, devant ce nouveau Woody qui en rappelle d'autres. Et alors ? Comme tous les grands, comme ses maîtres - Bergman et Tchekhov -, Woody tourne des variations sur un thème unique : des conséquences de l'insatisfaction sur le comportement tragi-comique de l'être humain. »
De son côté, L'Express évoque « une très bonne surprise ». Le Figaro qualifie le film de « magique ».

### Box office
Le film est le plus important succès au box-office de la carrière de Woody Allen.
- Mondial : 151 119 219 $[15].
- États-Unis : 56 817 045 $
- France : 14 501 463 $
- Italie : 11 899 164 $
- Espagne : 10 785 072 $

## Récompenses et distinctions

### Récompenses
- Oscars 2012 : Meilleur scénario original

### Nominations
- Oscars 2012 :
  - Meilleur film
  - Meilleur réalisateur
  - Meilleurs décors

### Sélections
- Festival de Cannes 2011 : Film d'ouverture, hors compétition